# Andrea Tricarico
Andrea Tricarico (Cetraro, 13 febbraio 1983) è un allenatore di calcio ed ex calciatore italiano, di ruolo centrocampista.

## Carriera

### Giocatore
Ha raggiunto il punto più alto della carriera tra il 2008-2010 alla Salernitana, quando ha giocato due stagioni in Serie B per un totale di 52 presenze, e 2 gol.

### Allenatore

#### Rende
Nel luglio 2019 diventa vice allenatore del Rende. Il 25 settembre assume ad interim dopo l'esonero di Andreoli, per poi essere confermato allenatore affiancato da Raffaele Guardia per ragioni di licenza del patentino allenatori. Il 20 gennaio 2020 viene esonerato.

#### Castrovillari
Il 22 novembre 2023 viene ufficializzato come nuovo allenatore del Castrovillari, squadra calabrese che staziona all'ultimo posto in classifica nel girone I della Serie D. Dopo non essere riuscito a raddrizzare la stagione dei rossoneri, a inizio febbraio 2024 presenta le dimissioni.

## Statistiche

### Statistiche da allenatore
Statistiche aggiornate al 19 gennaio 2020.
| Stagione            | Squadra         | Campionato      | Campionato | Campionato | Campionato | Campionato | Coppe nazionali | Coppe nazionali | Coppe nazionali | Coppe nazionali | Coppe nazionali | Coppe continentali | Coppe continentali | Coppe continentali | Coppe continentali | Coppe continentali | Altre coppe | Altre coppe | Altre coppe | Altre coppe | Altre coppe | Totale | Totale | Totale | Totale | % Vittorie |
| Stagione            | Squadra         | Comp            | G          | V          | N          | P          | Comp            | G               | V               | N               | P               | Comp               | G                  | V                  | N                  | P                  | Comp        | G           | V           | N           | P           | G      | V      | N      | P      | %          |
| ------------------- | --------------- | --------------- | ---------- | ---------- | ---------- | ---------- | --------------- | --------------- | --------------- | --------------- | --------------- | ------------------ | ------------------ | ------------------ | ------------------ | ------------------ | ----------- | ----------- | ----------- | ----------- | ----------- | ------ | ------ | ------ | ------ | ---------- |
| set. 2019-gen. 2020 | Rende           | C               | 15         | 3          | 4          | 8          | CI+CI-C         | 0+1             | 0+0             | 0+0             | 0+1             | -                  | -                  | -                  | -                  | -                  | -           | -           | -           | -           | -           | 16     | 3      | 4      | 9      | 18,75      |
| nov. 2023-feb. 2024 | Castrovillari   | D               | 11         | 1          | 4          | 6          | CI-D            | -               | -               | -               | -               | -                  | -                  | -                  | -                  | -                  | -           | -           | -           | -           | -           | 11     | 1      | 4      | 6      | &9,09      |
| Totale carriera     | Totale carriera | Totale carriera | 26         | 4          | 8          | 14         |                 | 1               | 0               | 0               | 1               |                    | -                  | -                  | -                  | -                  |             | -           | -           | -           | -           | 27     | 4      | 8      | 15     | 14,81      |

## Palmarès

### Club

#### Competizioni nazionali
- Serie C1: 1

Salernitana: 2007-2008